# Uroleucon ambiguum
Uroleucon ambiguum är en insektsart. Uroleucon ambiguum ingår i släktet Uroleucon och familjen långrörsbladlöss. Inga underarter finns listade i Catalogue of Life.